# الطویله
الطویله (به عربی: الطویلة) یک منطقهٔ مسکونی در یمن است که در ناحیه الطویله واقع شده‌است.